# 蘇扎戰役
蘇扎戰役，是1785年俄羅斯帝國與車臣人謝赫曼蘇爾的戰役，地點在北高加索孫扎河附近。
由上校德·皮耶裡指揮的俄羅斯軍隊被曼蘇爾軍隊包圍與打敗，他本人和300-600個俄羅斯軍人及哥薩克被殺，數百人被擄和受傷，殘部穿過森林逃走，被車臣人追逐。